# 村松秀樹
村松 秀樹（むらまつ ひでき、1975年〈昭和50年〉2月24日 - ）は、日本の裁判官。法務省大臣官房会計課長。

## 来歴
- 東京大学卒業。
- 1999年4月11日 - 東京地裁判事補。
- 2000年4月1日	  - 	東京地裁判事補・東京簡裁判事。民事第2部市村陽典裁判長の左陪審。右陪審は徳岡治 [1]。
- 2001年4月1日 - 法務省民事局付
- 2008年4月1日 - 東京地裁判事補
- 2009年4月1日 - 静岡地家裁判事補
- 2009年4月11日 - 静岡地家裁判事
- 2011年4月1日 - 法務省民事局付
- 2014年7月18日 - 法務省民事局参事官
- 2018年2月26日 - 法務省民事局商事課長
- 2018年8月1日 - 法務省民事局民事第二課長
- 2021年7月16日 - 法務省民事局総務課長
- 2022年8月10日 - 法務省民事局総務課長兼法務省民事局民事法制管理官
- 2023年7月14日 - 法務省大臣官房会計課長
- 2025年7月17日 - 法務省大臣官房政策立案総括審議官